# Pelonne
Pelonne là một xã thuộc tỉnh Drôme trong vùng Auvergne-Rhône-Alpes ở đông nam nước Pháp. Xã Pelonne nằm ở khu vực có độ cao từ 478-1217 mét trên mực nước biển.